# Dziubivka, Iahotîn
Dziubivka (în ucraineană Дзюбівка) este un sat în comuna Supoiivka din raionul Iahotîn, regiunea Kiev, Ucraina.

## Demografie
Componența lingvistică a localității Dziubivka
     Ucraineană (100%)
Conform recensământului din 2001, toată populația localității Dziubivka era vorbitoare de ucraineană (100%).